# Marieholm, Gnosjö kommun

Modell av IF-båt

Marieholm är ett tidigare järnbruk och en småort i Gnosjö kommun i Jönköpings län. Orten förlorade sin tidigare status som tätort 2010 efter minskad befolkning.
Marieholms bruk grundades av Anders Wingård 1836. Han namngav det efter sin hustru Maria Petronella. Det blev det sista järnbruket som startades i Småland. Så småningom tog familjen Collén över verksamheten och byggde en ny herrgård och utvidgade jordbruket. Marieholms bruk har haft en masugn, gjuteri, spiksmedja, tråddrageri och dukväveri. Tillverkning skedde av lantbruksmaskiner som tröskverk och skärmaskiner för halm.
Under 1950-talet ställde bruket om produktion till att tillverka fritidbåtar. Det tillverkade båtar som segelbåten IF-båten och motorbåten Marieholm 24. Båttillverkningen lades ned 1987 och lokalerna är numera omgjorda till teater, restaurang och konferenshall.
Ett större magasin i sten byggdes om till brukskyrka i början på 1960-talet, Marieholms kyrka.
Orten har varken skola eller affär. De stängdes i början av 2000-talet.
Postorten heter Marieholmsbruk för att skilja orten från Marieholm i Eslövs kommun.
Mellan Marieholm och Hillerstorp finns en kanal, som tidigare användes för att frakta varor från industrierna i Marieholm till järnvägen i Hillerstorp. Nu har även den gamla hamnen reparerats.
Första lördagen i september varje år hålls Marieholmsdagen. Då ställer ortens många olika hantverkare ut sina alster till försäljning.

## Befolkningsutveckling
| Befolkningsutvecklingen i Marieholm 1960–2015 | Befolkningsutvecklingen i Marieholm 1960–2015 | Befolkningsutvecklingen i Marieholm 1960–2015 | Befolkningsutvecklingen i Marieholm 1960–2015 | Befolkningsutvecklingen i Marieholm 1960–2015 |
| --- | --------------------------------------------- | --------------------------------------------- | --------------------------------------------- | --------------------------------------------- |
| |                                               |                                               |                                               |                                               |
| År |                                               |                                               | Folkmängd                                     | Areal (ha)                                    |
| 1960 | 1960                                          |                                               | 227                                           |                                               |
| 1965 | 1965                                          |                                               | 262                                           |                                               |
| 1970 | 1970                                          |                                               | 252                                           |                                               |
| 1975 | 1975                                          |                                               | 255                                           |                                               |
| 1980 | 1980                                          |                                               | 272                                           |                                               |
| 1990 | 1990                                          |                                               | 236                                           | 39                                            |
| 1995 | 1995                                          |                                               | 240                                           | 41                                            |
| 2000 | 2000                                          |                                               | 247                                           | 41                                            |
| 2005 | 2005                                          |                                               | 218                                           | 41                                            |
| 2010 | 2010                                          |                                               | 197                                           | 41**                                          |
| 2010 | 2010                                          |                                               | 169                                           | 21#                                           |
| 2015 | 2015                                          |                                               | 180                                           | 48#                                           |
| Anm.: Namnändring 1965 från Marieholm till Marieholmsbruk. Namnändring 1980 från Marieholmsbruk till Marieholm. Upphörde som tätort 2010. ** Som upphörd tätort (mindre än 200 invånare) # Som småort. |                                               |                                               |                                               |                                               |